# Lapo Elkann
Pour les articles homonymes, voir Elkann.
Lapo Elkann, né le 7 octobre 1977 à New York, est un homme d'affaires italien. Petit-fils de Gianni Agnelli et arrière-arrière-petit-fils du fondateur de Fiat Giovanni Agnelli, il est l'un des héritiers de Fiat.

## Biographie
Second fils de Margherita Agnelli (la fille unique de Gianni Agnelli) et de l'écrivain franco-italien Alain Elkann, Lapo Elkann naît à New York le 7 octobre 1977. Il se dit aussi juif,,. Son frère aîné est John Elkann.
Après avoir suivi, durant six ans, les cours de l'école française de Rio de Janeiro, au Brésil, il poursuit sa scolarité à l'école française de Londres, puis la termine en France : d'abord, en internat, à l'institut Notre-Dame de Meudon, en 1993 ; ensuite, brièvement, au lycée Charlemagne, à Paris ; enfin, à la pension Sainte-Croix-des-Neiges près d'Évian-les-Bains. 
En 1994, il suit durant deux mois son premier stage en tant qu'ouvrier sur les chaînes de montage de Piaggio à Pontedera (Toscane) incognito, sous le nom d'emprunt de Lapo Rossi. Puis il fait son service militaire dans le corps des chasseurs Alpins, et effectue plusieurs stages, notamment chez Salomon Smith Barney, à Londres, et chez Danone en 1997.[réf. nécessaire]
En 1998, et pour une durée de quatre ans, il rejoint Ferrari-Maserati, à Modène, où il s'occupe de marchandisage et de projets Internet aux côtés du président Luca di Montezemolo. 
En 2002, après avoir passé une année en tant qu'assistant personnel auprès d'Henry Kissinger aux États-Unis, il revient au Lingotto, siège historique du groupe Fiat à Turin.
En 2003, il est nommé responsable des opérations de marketing. En 2004, il prend la responsabilité de la promotion de l'image de Fiat dans le but de promouvoir les marques de Fiat, Alfa Romeo et Lancia à travers des canaux tels que Internet, jeux vidéo, sponsoring, merchandising… 
En 2005, Lapo Elkann est victime d'une overdose de cocaïne et d'héroïne : découvert inanimé en compagnie d'un travesti de 53 ans dans un studio de Turin, il est transporté à l'hôpital de Turin. Cette affaire secoue la famille Elkann et n'est pas sans conséquences sur l'image du groupe FIAT dans les médias italiens et internationaux,, et Lapo Elkann lui-même sera contraint de quitter le groupe.
En 2007, il fonde sa propre marque, Italia Independent, qui commercialise des vêtements et accessoires de luxe dépourvus de logo. Plusieurs années après, il dessinera une collection pour Gucci.
En 2009, le magazine Vanity Fair le classe dans sa liste des hommes les plus élégants du monde : il le sera trois autres fois. Son grand-père l'avait précédé en 1970. 

### Vie privée
Il a été en couple avec la mannequin irano-allemande, Shermine Shahrivar, de 2011 à 2012.
En 2012, Lapo Elkann médiatise une relation de quelques mois avec la femme d'affaires kazakhe Goga Ashkenazi, frappée depuis d'une interdiction d'entrer sur le territoire britannique : ses multiples tentatives de renouveler son visa ont été rejetées par le service de l'immigration de la couronne britannique et ce, à plusieurs reprises, pour une affaire de corruption, de fraude immobilière et d'usurpation,.